# خیسانده در سفید کننده
خیسانده در سفید کننده (انگلیسی: Soaked in Bleach) مستند درام آمریکایی محصول سال ۲۰۱۵ است. این فیلم به بررسی و تحلیل ریزگان رخدادهای منتهی به مرگ کرت کوبین می‌پردازد و بر پایهٔ کاوش و بازبینی کارشناسان، پژوهشگران، مصاحبه با متخصصان و همین‌طور تام گرنت، کارآگاه خصوصی پرونده مفقودی کوبین که کمی پیش از مرگ وی در سال ۱۹۹۴ توسط کورتنی لاو، همسر کوبین، استخدام شده بود، این نتیجه را بیان می‌کند که مرگ کرت کوبین خودکشی نبود و وی به قتل رسیده‌است و با زیر سؤال بردن اقدامات اداره پلیس سیاتل، الزام بازگشایی پرونده را مطرح می‌کند.
به دلیل اتهامات وارد شده به کورتنی لاو، مبنی بر دسیسه چینی و نقش داشتن در قتل کوبین، در ژوئن ۲۰۱۵ لاو با شکایت و اقدامات قانونی سعی در جلوگیری از انتشار این مستند داشت که به سرانجام نرسید. نام مستند برگرفته از متن ترانه خودت را آنطور که هستی نشان بده است.